# Karol Borhy
Karol Borhy (Budapeste, 23 de junho de 1912 — Lučenec, 9 de janeiro de 1997) foi um futebolista e treinador eslovaco.

## Carreira
Karol Borhy comandou o elenco da Tchecoslováquia na Copa do Mundo de 1954.

## Ligações Externas
- Perfil em FIFA.com (em inglês)